# Labotas (Sparta)
Labotas oder Leobotes (altgriechisch Λαβώτας, Λεωβώτης Labṓtas, Leōbṓtēs) ist in der griechischen Mythologie der Sohn des Echestratos und der vierte König von Sparta aus dem Haus der Agiaden.
Da er noch sehr jung war, als sein Vater starb, führte zunächst Lykurg, der Bruder seines Vaters, als Vormund des Labotas die Regierungsgeschäfte. Während dieser Zeit, so berichtet Herodot, soll Lykurg die erste vernünftige Verfassung und guten Gesetze erlassen haben. Pausanias sagt, dass dies erst während der Regierungszeit des Agesilaos I. geschah. Als Labotas mündig war, übernahm er die Regierung.
Labotas führte gegen die Argiver Krieg, da diese Kynouria besetzt und angeblich die im Umland wohnenden Periöken aufgewiegelt hatten.
Nach Hieronymus und den Excerpta Latina Barbari regierte er 37 Jahre. Nach seinem Tod bestieg sein Sohn Doryssos den Thron.